# César Augusto González
César Augusto González (San Cristóbal, Táchira; 2 de marzo de 1976) es un cocinero y empresario venezolano de restaurantes en Miami, profesional del marketing digital.
Ha desarrollado sus oficios entre la cocina y dirección de sus restaurantes y como director de su agencia de marketing digital. A través de redes sociales, es conocido como @co_cinero, en las que comparte diariamente recetas y noticias gastronómicas a su comunidad. En 2020 se convirtió en el chef latino más influyente en la lista de los diez más populares de Instagram.

## Historia
Desde los 7 años comienza su andar por las cocinas, sintiendo gran atracción hacia las pastas. Poco a poco, fue fortaleciendo su experticia en la materia hasta llegar a hacerse de un nombre en Venezuela.
En el año 2002, emprende su travesía en los Estados Unidos que lo llevó a involucrarse, en el área de Mercadeo y Ventas, desde la creación hasta la planificación estratégica de comercialización, mercadeo, diseño, venta y posventa de productos y servicios a través del mercadeo tanto tradicional como digital. 
En 2011 crea un blog llamado El Cocinero Aficionado  el cual gana fama por sus recetas lo cual lleva a extender su alcance por medio de las redes sociales, en un inicio Twitter con su cuenta @co_cinero  seguido de Facebook donde se hace llamar El Cocinero Aficionado  y más adelante Instagram  donde logra cierta fama y le abre el camino para su futuro emprendimiento.
En 2014, abre su primer restaurante en Miami, Bocas Grill. Asistió a su primera competencia gastronómica, la Grillin N Chillin BBQ Festival, donde alcanzó el máximo reconocimiento en la categoría de Mac and Cheese. Esta versión ganadora se incluyó en el menú regular del restaurante, bajo el nombre de The Winner. 
A raíz de los sucesos violentos y la crisis en Venezuela, adoptó el movimiento altruista, Cocineros Unidos por Perú, liderado en marzo de 2017 por el chef peruano José Luis Chávez, denominado Cocineros Unidos por Venezuela.
La iniciativa ha logrado reunir más de 140 mil dólares y 7.7 millones de bolívares, gracias a la acogida en 180 restaurantes aliados en 55 ciudades de los 5 continentes.
A la par, dirige una agencia de marketing digital, Gourmarketing, dedicada a la creación, gestión y crecimiento de marcas gastronómicas, y de cualquier índole, en Miami.
Actualmente es dueño del restaurante Taikin Asian Cuisine, en Doral, Miami. En su carrera profesional ha recibido la certificación como barista y arte latte, al igual que capacitaciones sobre panadería. También posee la certificación de Sommelier por la WSET Wine & Spirit Education Trust, de Reino Unido.
Un portal de noticias sobre influencers latinoamericanos afirma que "goza de gran credibilidad y prestigio mundial". En 2020 formó parte en Nueva York, junto a otros chefs famosos del mundo, del Tour Paraqay, que busca mejorar la vida de las comunidades locales en el Valle Sagrado de Cusco a través de capacitación y educación hospitalaria.